# Bitter Sweet Hell
Bitter Sweet Hell (en hangul, 우리집; significado, ‘Nosotros, hogar’) es una serie de televisión surcoreana dirigida por Lee Dong-hyun y protagonizada por Kim Hee-sun, Lee Hye-young, Kim Nam-hee y Yeonwoo. Se emitirá por el canal MBC desde el 24 de mayo hasta el 29 de junio de 2024, en horario de viernes y sábados a las 21:50 (hora local coreana).

## Sinopsis
Noh Young-won es reconocida como la mejor consejera psicológica familiar del país. Cuando su carrera y su familia se ven amenazadas por un chantajista, intenta proteger a su familia uniéndose a su suegra, una escritora de novelas de misterio.

## Reparto

### Principal
- Kim Hee-sun como Noh Young-won, una exitosa consejera psicológica familiar que vive una vida perfecta que muchos envidiarían. Cuando un incidente lo sacude todo, comienza a cooperar con su suegra, Hong Sa-gang, para proteger a su familia.[4][5][6]
- Lee Hye-young como Hong Sa-gang, la suegra de Young-won, que es una famosa autora de novelas de misterio y una madre devota de su único hijo. Cambia de actitud con su nuera, a la que no trataba bien, cuando un incidente pone en peligro a su familia.[5][7]
- Kim Nam-hee como Choi Jae-jin, marido de Young-won e hijo de Sa-gang: un esposo cariñoso, un padre empático y un médico reconocido.[8][9]
- Yeonwoo como Lee Se-na, una persona misteriosa con muchos secretos.[9][10]

### Secundario

#### Entorno de Young-won y Sa-gang
- Kwon Hae-hyo como Choi Go-myeon: un exfiscal general y suegro de Young-won.
- Park Jae-chan como Choi Do-hyeon, el hijo de Young-won y Jae-jin.[11][12]
- Hwang Chan-sung como Noh Young-min, el inmaduro hermano menor de Young-won.[13][14]
- Choi Jeong-in como Ra-kyung, secretaria y amiga de Young-won.[15]
- Ahn Kil-kang como Park Kang-seong, ayudante de Sa-gang, dirige un restaurante de fideos de maíz.[11]

#### Entorno de Jae-jin
- Shin So-yul como Oh Ji-eun, una cirujana plástica que se graduó de la escuela con calificaciones excepcionales y tiene una gran confianza en Jae-jin. Pero también es una persona misteriosa.[1]
- Jung Gun-joo como Moon Tae-oh, tutor de matemáticas de Do-hyun. En contraste con su rostro alegre, muestra un comportamiento sospechoso.[1][16]
- Lee Geung-young como el padre de Jae-jin.[17]
- Lee Hye-young como la madre de Jae-jin.[17]

#### Otros
- Jung Heon como Gu Kyung-tae, un oficial de policía.[18]
- Han Sung-min como So Yi, estudiante de último año de escuela de Do-hyeon, que permanece siempre a su lado.[19]
- Han Sang-jo como Park Seung-jae, sobrino de Kang-sung y amigo de Young-min.
- Jung Woong-in como Jung Doo-man, un investigador privado.[20]
- Yang Jae-hyun como Ahn Yo-seop, secretario asistente de Go-myeon.[21]
- Hong Lu-hyeon como Kwak Seon-yeong, ama de llaves de Young-won.[21]
- Bae Woo-jin como un veterano detective de homicidios.[22]
- Kwak Beom.[23]

### Apariciones especiales
- Kim Yeo-jin como la madre de So Yi (ep. 8).[24]

## Producción y promoción
La serie fue presentada por el equipo de producción como «un thriller cómico orientado al estilo de vida». El guion de Bitter Sweet Hell es obra de Nam Ji-yeon, quien también firmó el de la serie web Entonces me casé con la antifan (2021) en colaboración con Kim Eun-jung. El director es Lee Dong-hyun, quien dirigió asimismo She Knows Everything (2020) y Doctor Lawyer (2022). Estaba originalmente programada para estrenarse en la segunda mitad de 2023, con el título Gaslighting. Después el director escogió el título original 우리집, que debe entenderse como 'Nosotros, hogar' y no como 'Nuestro hogar'.
En abril de 2023 se anunció que la actriz Kang Hae-rim interpretaría el papel de Lee Se-na. Sin embargo, en octubre del mismo año se comunicó que el rodaje se había interrumpido en agosto, cuando ya se llevaban rodados alrededor de cinco episodios. El motivo fue una reorganización provocada por el calendario de promoción de la película de la protagonista femenina Kim Hee-sun y el cambio de la productora de Jpx Studio a Red Nine Pictures. El retraso causó que Kang Hae-rim se tuviera que retirar del reparto. En enero de 2024 la agencia de Yeonwoo comunicó que sería ella quien asumiera el personaje. Del mismo modo, el papel de la cirujana Oh Ji-eun había sido asignado en principio a Lee Joo-young, pero fue finalmente para Shin So-yul, aunque se desconocen las causas de la sustitución.
En noviembre de 2023 el rodaje se había reanudado. Para preparar su papel de psicóloga, Kim Hee-sun siguió los programas televisivos del doctor Oh Eun-young y trató de asimilar la jerga profesional, además de modificar el vestuario y estilo y la cadencia de habla.
El 11 de abril de 2024 se publicaron imágenes de la lectura del guion por el reparto de actores. El 15 de mayo el equipo de producción publicó un cartel de grupo con los cuatro protagonistas y Park Jae-chan; un día después lanzó el tercer avance en vídeo; el 22 de mayo difundió un nuevo «vídeo destacado» que muestra las caracterizaciones de los protagonistas. Al día siguiente se llevó a cabo la presentación en línea, con la presencia del director Lee Dong-hyun y los actores Kim Hee-sun, Lee Hye-young, Kim Nam-hee, Yeon-woo, Hwang Chan-seong y Jae-chan.

## Audiencia
Antes del estreno de la serie existían expectativas en los medios acerca de sus resultados, y sobre si podría continuar la trayectoria positiva del canal en la franja horaria de viernes y sábados, pues frente a los índices calificados de «algo decepcionantes» de los otros dos grandes canales de televisión terrestre (KBS y SBS), MBC había logrado cinco éxitos consecutivos desde finales de 2023 con My Dearest, Knight Flower,The Story of Park's Marriage Contract, Wonderful World y Chief Detective 1958. El propio director Lee Dong-hyun declaró durante la presentación de la producción que su objetivo de audiencia estaba en el 15,6 %.
| Temporada | Temporada | Episodio número | Episodio número | Episodio número | Episodio número | Episodio número | Episodio número | Episodio número | Episodio número | Episodio número | Episodio número | Episodio número | Episodio número | Promedio |
| Temporada | Temporada | 1               | 2               | 3               | 4               | 5               | 6               | 7               | 8               | 9               | 10              | 11              | 12              | Promedio |
| --------- | --------- | --------------- | --------------- | --------------- | --------------- | --------------- | --------------- | --------------- | --------------- | --------------- | --------------- | --------------- | --------------- | -------- |
|           | 1         | 989             | 973             | 1047            | 801             | 1050            | 911             | 934             | 841             | 965             | 895             | 894             | 986             | 941      |

| Episodio | Fecha de emisión    | Índices de audiencia (Nielsen Korea) | Índices de audiencia (Nielsen Korea) |
| Episodio | Fecha de emisión    | Nacional                             | Seúl                                 |
| --- | ------------------- | ------------------------------------ | ------------------------------------ |
| 1 | 24 de mayo de 2024  | 6,0 % (6.ª)                          | 5,7 % (6.ª)                          |
| 2 | 25 de mayo de 2024  | 5,5 % (4.ª)                          | 5,2 % (3.ª)                          |
| 3 | 31 de mayo de 2024  | 6,2 % (7.ª)                          | 6,3 % (4.ª)                          |
| 4 | 1 de junio de 2024  | 4,9 % (5.ª)                          | 4,5 % (5.ª)                          |
| 5 | 7 de junio de 2024  | 6,0 % (7.ª)                          | 6,2 % (4.ª)                          |
| 6 | 8 de junio de 2024  | 5,1 % (5.ª)                          | 4,9 % (5.ª)                          |
| 7 | 14 de junio de 2024 | 5,1 % (10.ª)                         | 4,9 % (9.ª)                          |
| 8 | 15 de junio de 2024 | 4,8 % (5.ª)                          | 4,5 % (5.ª)                          |
| 9 | 21 de junio de 2024 | 5,5 % (9.ª)                          | 5,6 % (6.ª)                          |
| 10 | 22 de junio de 2024 | 4,9 % (6.ª)                          | 4,7 % (7.ª)                          |
| 11 | 28 de junio de 2024 | 5,6 % (8.ª)                          | 5,6 % (5.ª)                          |
| 12 | 29 de junio de 2024 | 5,5 % (6.ª)                          | 5,0 % (6.ª)                          |
| Promedio | Promedio            | 5,4 %                                | 5,6 %                                |
| - En la tabla superior, los números azules representan las calificaciones más bajas y los números rojos representan las más altas. |                     |                                      |                                      |